# アルザ泉大津
アルザ泉大津（アルザいずみおおつ）は、大阪府泉大津市に所在する複合商業施設である。

## 概要
泉大津駅前に位置し、商業施設、ホテル、超高層マンション、スポーツ施設などによって構成される複合商業施設である。大きく第1棟と第2棟に分けることができ、第1棟と第2棟の間にはアルザ通りが通っている。第1棟には超高層マンションのアルザタワーズが存在しており、アルザタワーズはグリーンタワーとブルータワーから構成される。
名称の「アルザ」はスペイン語で「上昇すること」を表す「alzar」に由来する。
泉大津駅東地区第一種市街地再開発事業として建設され、1994年（平成6年）8月に竣工し、9月30日に開業した。

## 構成施設
- アルザタウン泉大津（ショッピングセンター）
- いずみおおつCITY（ショッピングセンター）
- アルザタワーズ（高層マンション）
- ホテルレイクアルスターアルザ泉大津（旧リーガホテルアルザ泉大津）
- スポーツクラブルネサンスアルザ泉大津
- 三井住友銀行泉大津支店
- りそな銀行泉大津支店

## アルザタウン泉大津

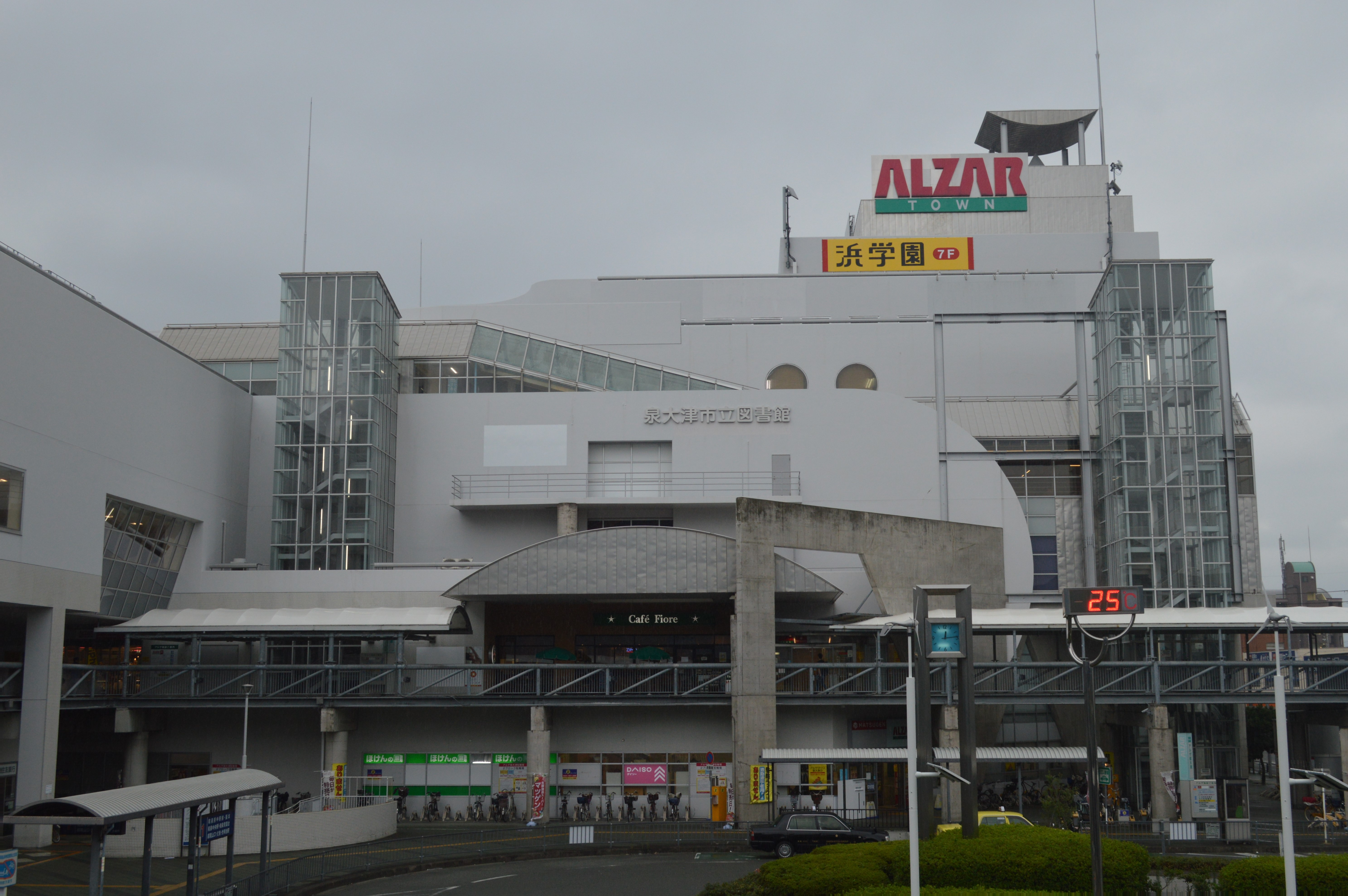
アルザタウン泉大津

アルザ泉大津のうち、第2棟に入居するショッピングセンターである。地上6階、地下1階までを占めており、スーパーマーケットの松源をはじめとする複数のテナントで構成される。株式会社KWSが運営管理を行う。
開業前は核店舗として西友が出店する計画もあったが、1992年（平成4年）4月19日にダイエーによる出店が決定し、（初代）ダイエー泉大津店として開業した。
ダイエー泉大津店は2003年（平成15）1月15日をもって2階から5階までの売場を閉鎖し、1階と地下1階のみに営業を縮小した。しかし、引き続き営業していた区画も2020年（令和2年）11月30日をもって完全に閉鎖された。
ダイエー泉大津店の閉店後は、泉大津駅の高架下に立地するKOHYO泉大津店が代替店舗となったほか、近隣地にはダイエーおおとり店やマルナカ泉大津店も存在する。なお、マルナカ泉大津店は山陽マルナカが運営していたが、のちにダイエーに運営が移管され、（2代目）ダイエー泉大津店となった。
また、4階に入居する泉大津市立図書館は当初は2021年（令和3年）7月の開業を目指していたが、最終的には9月1日に開業した。シープラの愛称がある。

### 主なテナント
- 松源（地下1階）
- 薬のヒグチ（ドラッグストア、1階）
- ダイソー（1階）
- 泉大津市立図書館シープラ（4階）
- いずみおおつアルザ保育園（6階）

詳細はショップガイド及びフロアマップを参照。